# Выборы в Бонайре, Синт-Эстатиусе и Сабе (2019)
Выборы в островные советы Нидерландских Антильских островов прошли 20 марта 2019 года. Одновременно прошли выборы выборщиков в Нидерландский сенат.

## Бонайре

### Островной совет
| Партия                                          | Голоса | %     | Места | +/-   |
| ----------------------------------------------- | ------ | ----- | ----- | ----- |
| Движение народа Бонайре                         | 3576   | 40,4  | 4     | +1    |
| Демократическая партия Бонайре                  | 2130   | 24,1  | 3     | 0     |
| Патриотический союз Бонайре                     | 1798   | 20,3  | 2     | -1    |
| Прогрессивный социальный фронт                  | 477    | 5,4   | 0     | Новая |
| ЭРА Нобо                                        | 392    | 4,4   | 0     | Новая |
| Союз людей                                      |        | 4,1   | 0     | Новая |
| Список Рафаеля Сантаны                          |        | 0,7   | 0     | Новая |
| Список Сузи Тоде                                |        | 0,5   | 0     | Новая |
| Недействительные                                |        | -     | -     | -     |
| Всего                                           | 9054   | 100   | 9     | 0     |
| Избирателей/явка                                | 14 114 | 64,14 | -     | -     |
| Источник: The Daily Herald (недоступная ссылка) |        |       |       |       |

### Коллегия выборщиков
| Местная партия                                  | Партия        | Голоса | %    | Места | +/- |
| ----------------------------------------------- | ------------- | ------ | ---- | ----- | --- |
| Движение людей Бонайре                          | Демократы 66  |        | 45,4 | 4     |     |
| Демократическая партия Бонайре                  | Партия труда  |        | 32,1 | 3     |     |
| Патриотический союз Бонайре                     | Зелёные левые |        | 22,5 | 2     |     |
| Недействительные                                |               |        | -    | -     | -   |
| Всего                                           | 7212          |        | 100  | 9     | 0   |
| Избирателей/явка                                |               | 12 649 | 50,7 | -     | -   |
| Источник: The Daily Herald (недоступная ссылка) |               |        |      |       |     |

## Саба

### Островной совет
| Партия                                                                            | Голоса | %     | Места | +/- |
| --------------------------------------------------------------------------------- | ------ | ----- | ----- | --- |
| Народное движение подветренных островов                                           | 777    | 79,04 | 5     | +2  |
| Трудовая партия Сабы                                                              | 125    | 12,72 | 0     | -2  |
| Белый лист (Единое народное движение)                                             | 81     | 8,24  | 0     | -   |
| Недействительные                                                                  | 7      | -     | -     | -   |
| Всего                                                                             | 983    | 100   | 5     | 0   |
| Избирателей/явка                                                                  | 1078   | 92,12 | -     | -   |
| Источник: Saba News Архивная копия от 22 марта 2019 на Wayback Machine, Saba News |        |       |       |     |

### Коллегия выборщиков
| Местная партия                                                                    | Партия              | Голоса | %    | Места | +/- |
| --------------------------------------------------------------------------------- | ------------------- | ------ | ---- | ----- | --- |
| Народное движение подветренных островов                                           |                     | 547    |      | 4     |     |
| Лейбористская партия Сабы                                                         |                     | 110    |      | 1     |     |
| Недействительные                                                                  |                     |        | -    | -     | -   |
| Всего                                                                             | Д66-2, ГЛ-2, н/д −1 | 657    |      | 5     | 0   |
| Избирателей/явка                                                                  |                     | 905    | 73,4 | -     | -   |
| Источник: Saba News Архивная копия от 22 марта 2019 на Wayback Machine, Saba News |                     |        |      |       |     |

## Синт-Эстатиус

### Островной совет
Выборы в островной совет пройдут после мая 2019 года

### Коллегия выборщиков
| Местная партия                                  | Партия | Голоса | %   | Места | +/- |
| ----------------------------------------------- | ------ | ------ | --- | ----- | --- |
| Демократическая партия Синт-Эстатиуса           | ХДП    | 366    |     | 5     |     |
| Недействительные голоса                         |        | 8      | -   | -     | -   |
| Всего                                           |        | 374    | 100 | 5     | 0   |
| Избирателей/явка                                |        | 1878   |     | -     | -   |
| Источник: The Daily Herald (недоступная ссылка) |        |        |     |       |     |